# Le Rat Mort

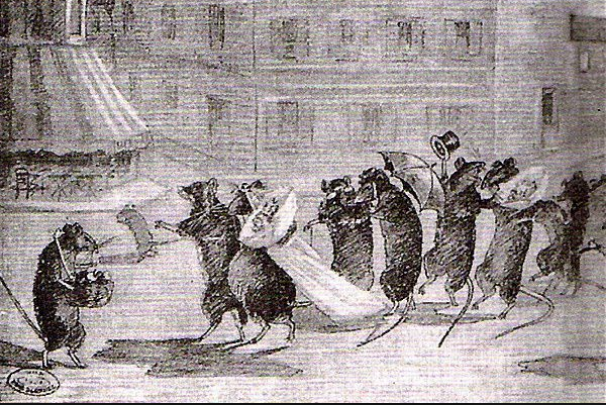
Faverot Le Mariage Le Rat mort, según un fresco pintado en Le Rat Mort, alrededor de 1890

Le Rat Mort («La rata muerta») fue un popular café-restaurante y cabaret en París durante los siglos XIX y principios del XX. Situado en la Place Pigalle, en el barrio de Montmartre, era frecuentado por artistas, escritores, actores, modelos y prostitutas y era un lugar de reunión para lesbianas por las noches. Entre las pinturas y bocetos inspirados en el café y sus clientes se incluyen obras de Toulouse Lautrec, Maxime Dethomas, Auguste Chabaud y Maurice de Vlaminck.

## Década de 1837-1850: Orígenes
Le Rat Mort nació en 1837 como Café Pigalle en el número 7 de Place Pigalle, en el distrito de Montmartre de París. Estaba al otro lado de la calle de otro café bohemio, el Nouvelle Athènes. Poco después de la apertura del café recientemente renovado, uno de los intelectuales que era cliente habitual del Nouvelle Athènes tuvo una discusión con el propietario y llevó a sus amigos y su negocio al otro lado de la calle, al Café Pigalle. Como el material utilizado para renovar el café aún no se había secado, cuando el grupo entró al nuevo local, alguien dijo: «Aquí huele a rata muerta», y desde entonces el lugar pasó a llamarse Le Rat Mort.

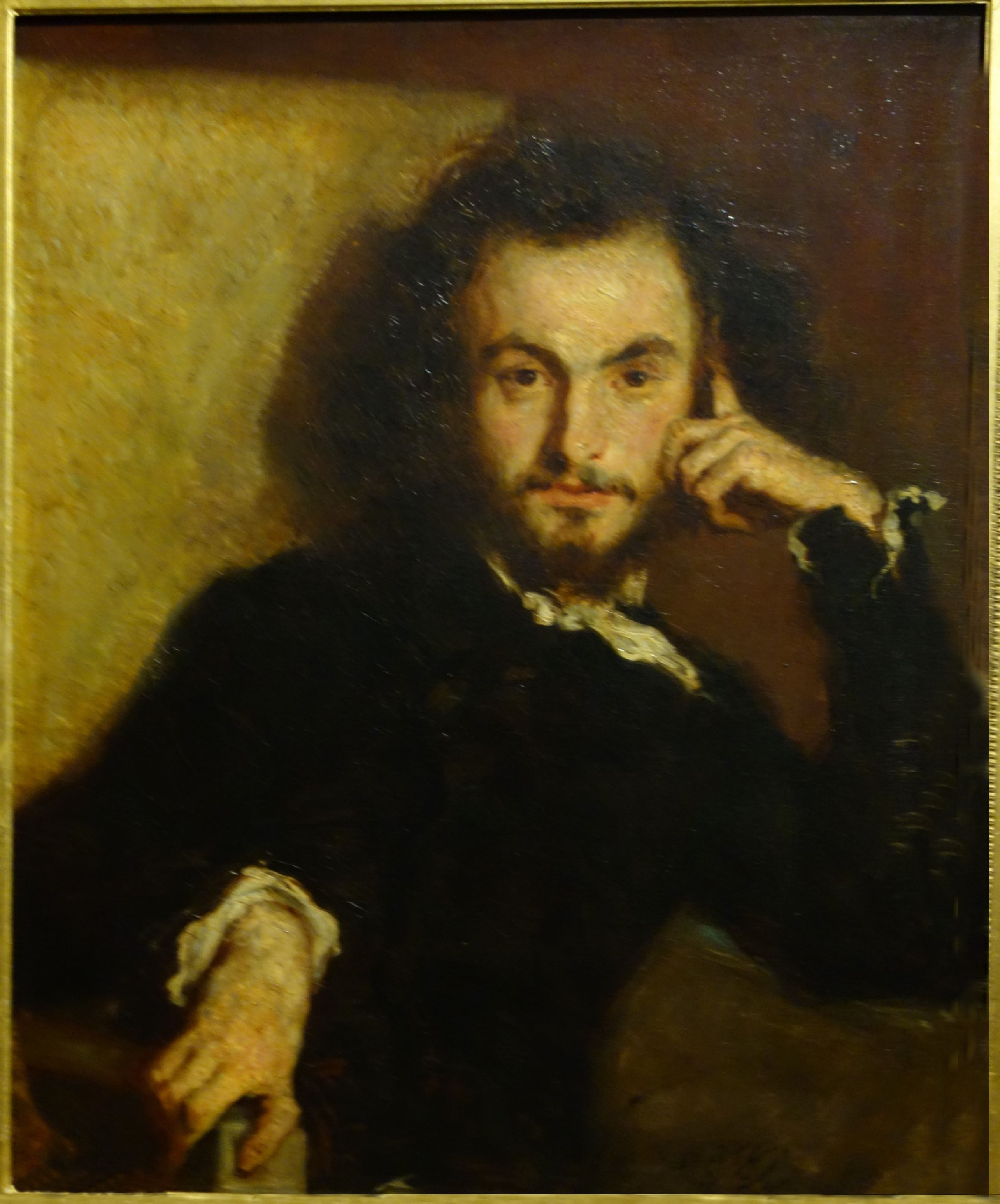
El escritor Charles Baudelaire frecuentó Le Rat Mort en sus inicios.

Otras historias de origen dicen que se encontró una rata muerta en el surtidor de cerveza del establecimiento, o que la rata fue asesinada porque interrumpió una cita secreta de amantes que se estaba llevando a cabo en una de las salas privadas del café.
Charles Baudelaire fue uno de los escritores que frecuentaron Le Rat Mort en la década de 1850.
Cuando el café empezó a funcionar, muchas de las mujeres que visitaban los cafés y restaurantes de Montmartre eran modelos de artistas o prostitutas en busca de clientes, lo que surgió de una tradición de modelos de artistas que se reunían en la fuente de la Place Pigalle para ofrecerse a los artistas.

## Década de 1860-1870: Escritoras, revolucionarias y lesbianas

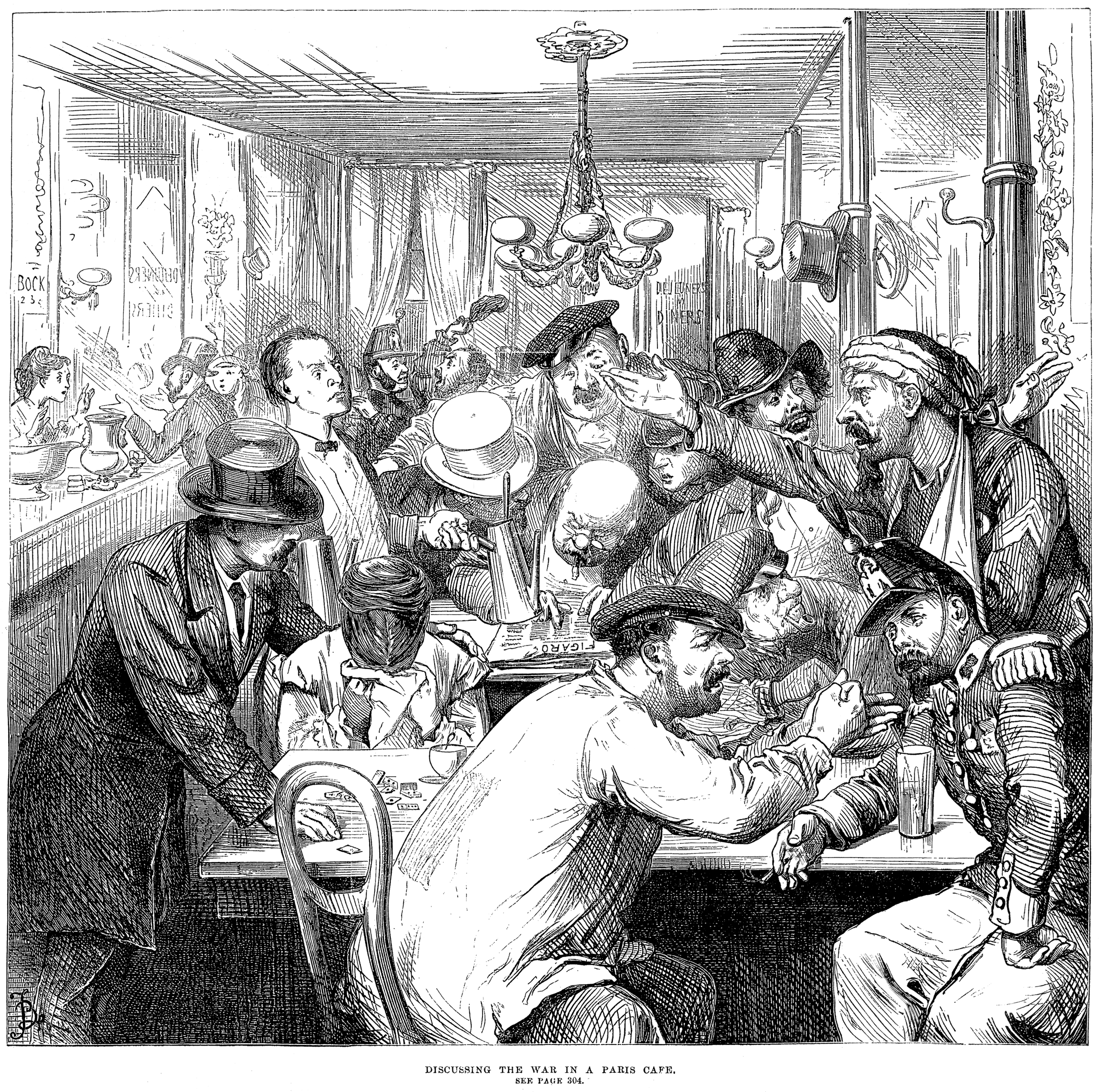
Ilustración de Giovanni Boldini de una animada discusión en un café francés, alrededor de 1870

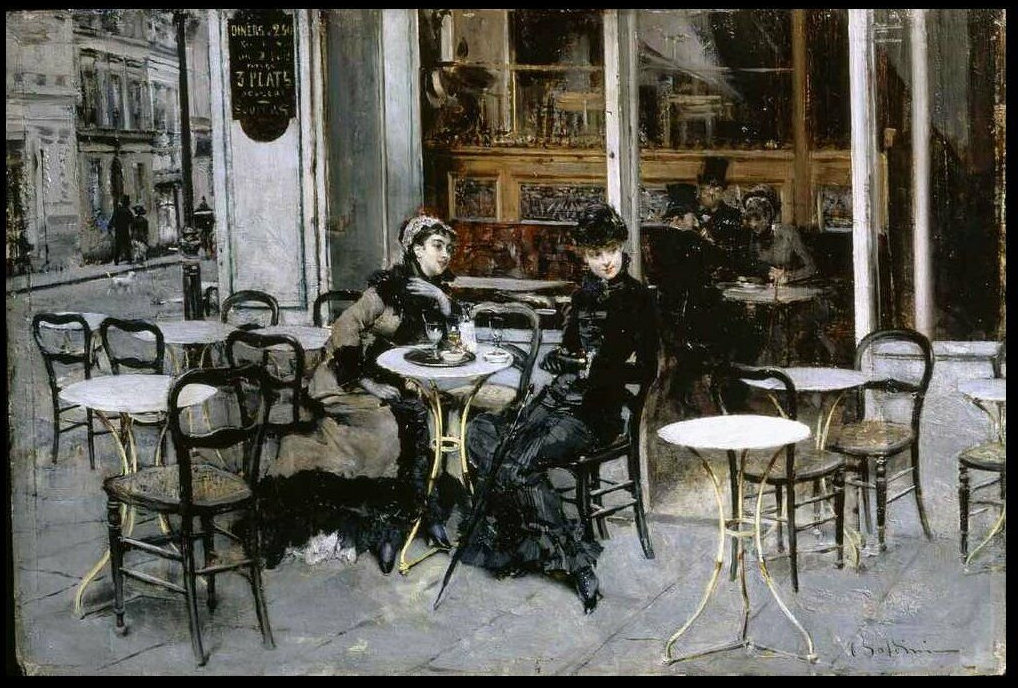
Giovanni Boldini - Conversación en el café, 1877

En las décadas de 1860 y 1870, el Rat Mort siguió siendo frecuentado por intelectuales y gente del mundo del arte. Entre los clientes de esa época se encontraban el poeta Fernand Desnoyers y los escritores Catulle Mendes, Henry Cantel, Eugene Ceyras, Albert Merat, Leon Clodel y otros poetas de la escuela literaria parnasiana.
Algunos de los miembros habituales de Rat Mort participaron activamente en la efímera Comuna revolucionaria de París de 1871. Tras la caída de la comuna, algunos no regresaron, pero en 1874 el café volvió a ser un lugar de encuentro para debates políticos y literarios.

En la década de 1870, el café también había consolidado su reputación como "café para mujeres". Las mujeres se habían reunido allí desde antes de la Comuna de París, según un artículo de 1889 del Paris Courier, que también publicó este poema de dos versos:
Les Femmes s'en vont

au Rat Mort

Pour réveiller

le chat qui dort
Las mujeres van

a Le Rat Mort

para despertar

al gato domido
La popularidad del café entre las mujeres queer llevó a que a las lesbianas a veces se las llamara «Ratas Muertas» debido a su asociación con el café.
Los amantes homosexuales Paul Verlaine y Arthur Rimbaud también eran visitantes frecuentes del Rat Mort, cuyo nombre oficial seguía siendo Café Pigalle. Fue allí donde Rimbaud le dijo a Verlaine que quería mostrarle «un experimento» y le pidió que extendiera sus muñecas. Rimbaud luego apuñaló a Verlaine en las muñecas con un cuchillo.

## Década de 1880-1890: Arte y expansión

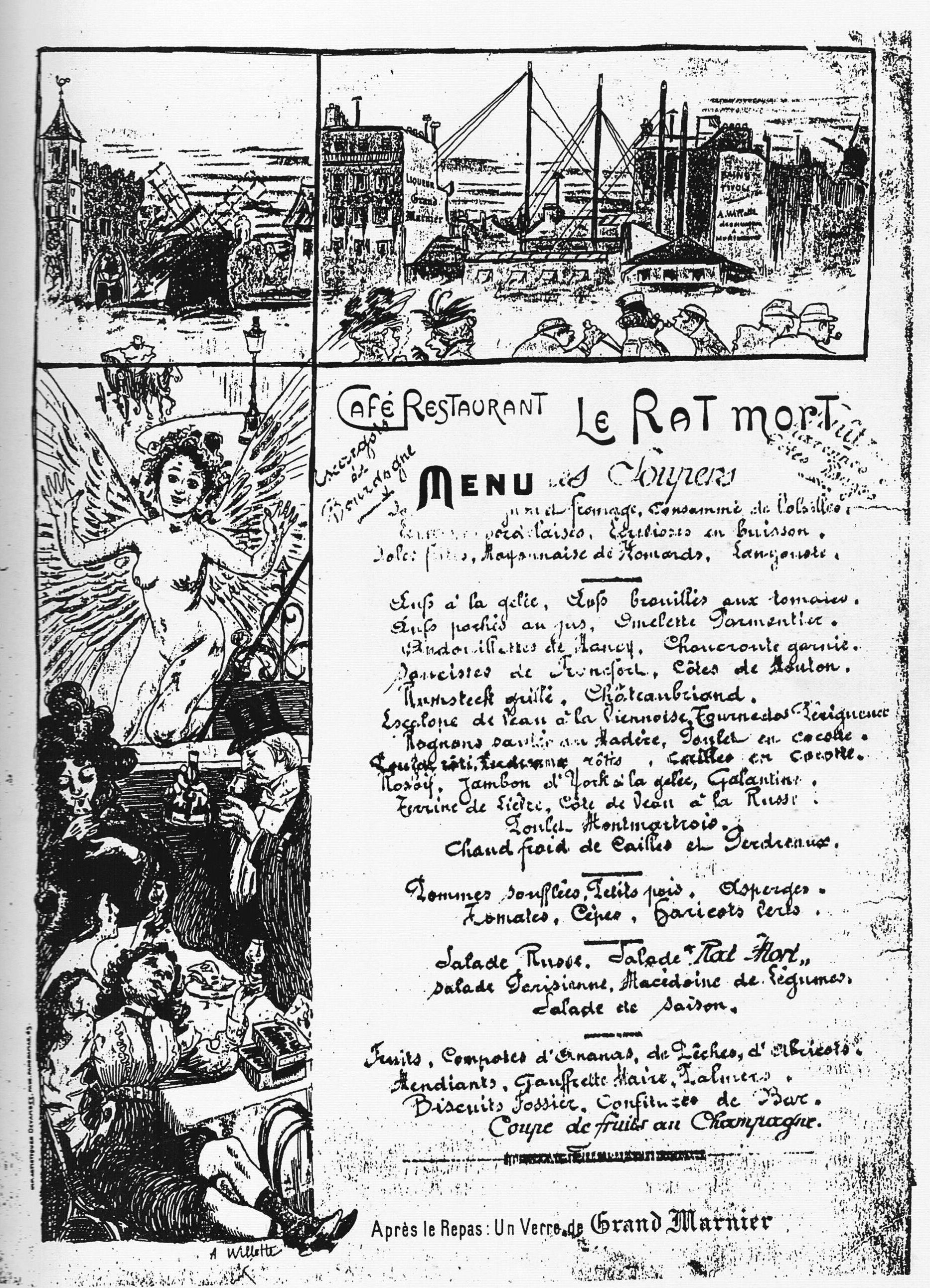
Menú de 1896 Le Rat Mort

Una reseña del café/restaurante publicada en un periódico francés en 1889 menciona la gran rata pintada en el techo por Leon Goupil, así como su deliciosa sopa de cebolla, y lo describe como un lugar frecuentado por artistas y escritores célebres que también había sido siempre un «restaurante de mujeres». Gustave Courbet, Emile Zola y Edouard Manet eran visitantes frecuentes.
En la década de 1890, la expresión cultural y artística de la Belle Epoque francesa ya estaba en pleno auge. El café era conocido como «uno de los más antiguos de Montmartre» y era frecuentado por artistas de la época, incluidos Edgar Degas y Toulouse Lautrec, así como modelos artistas y trabajadoras sexuales. Fue famoso por su diseño interior de estilo Segundo Imperio, que incluía enormes espejos y elaboradas lámparas de gas. El pintor Joseph Faverot mejoró la pintura de Goupil de la rata del techo añadiendo frescos de las cuatro etapas de la vida de una rata: bautismo, boda, orgía y muerte. El restaurante tenía dos puertas, una entrada oficial y una puerta trasera para salir.

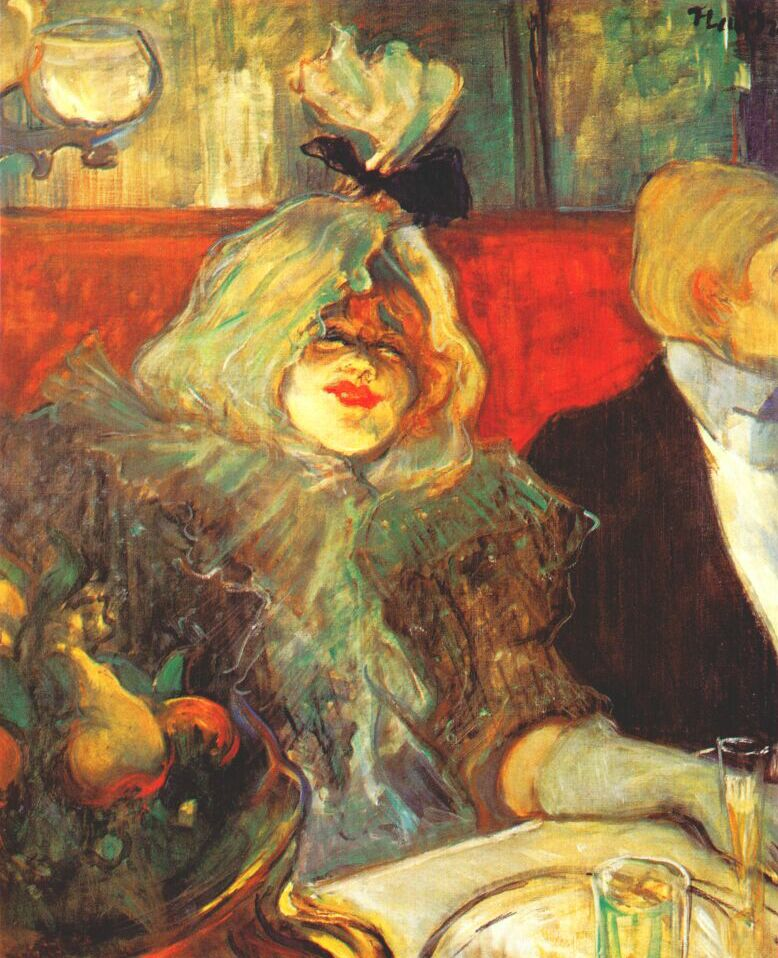
En una sala privada del Rat Mort, Toulouse Lautrec, 1899

Lautrec inmortalizó el café y a uno de sus clientes en «Salón privado» (1899). La pintura muestra a una cortesana, posiblemente Lucy Jourdain, sentada en una habitación íntima destinada a relaciones con trabajadoras sexuales.
A finales de la década de 1890, un grupo de escritores belgas se reunió en el Rat Mort para divertirse, y lo pasaron tan bien que al regresar a Bélgica algunos de ellos organizaron en 1898, el primer Le Bal du Rat mort, un baile de disfraces filantrópico anual que continúa en el siglo XXI.

## Década de 1900-1920: De restaurante a cabaret

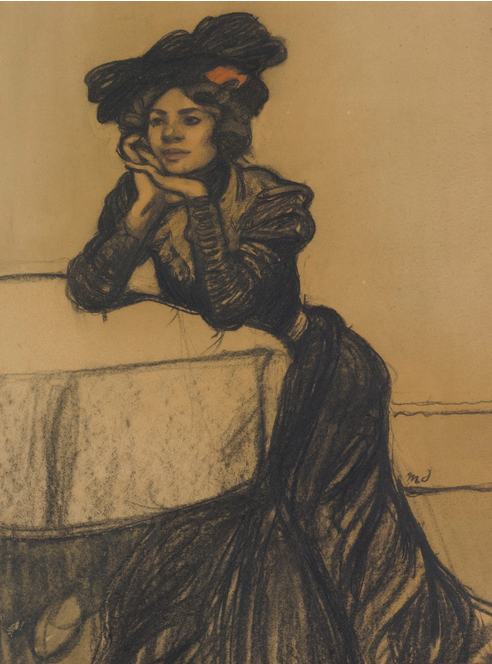
Maxime Dethomas - La Cliente du Rat Mort (septiembre de 1901)

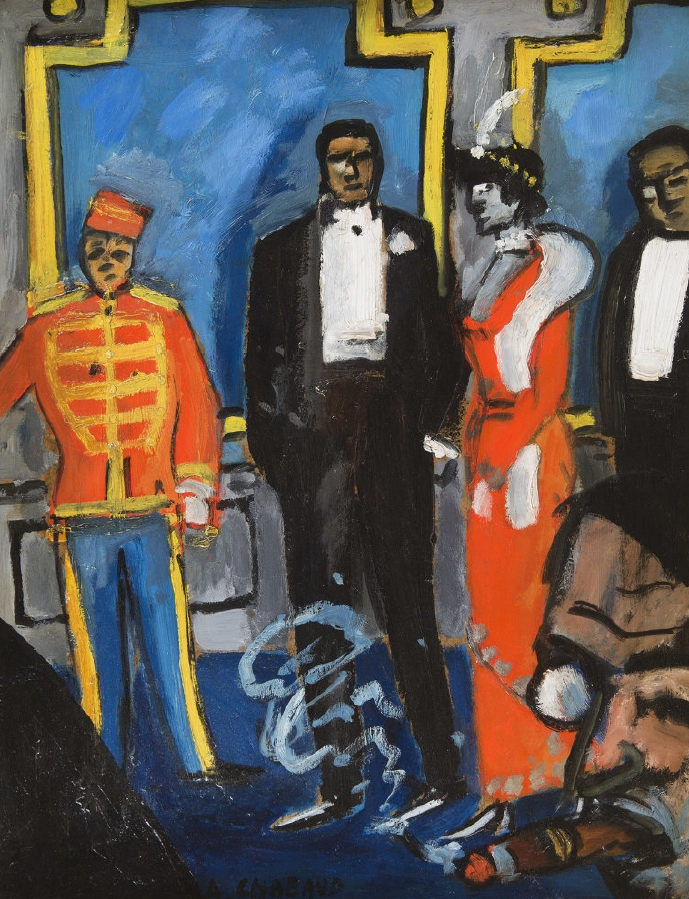
Pareja entrando en la Rat mort, Auguste Chaubaud, ca. 1907

En 1903, Le Rat Mort fue descrito como «uno de los restaurantes más famosos» de París, especializado en entretenimiento nocturno.
La escritora bisexual Colette frecuentaba el lugar y una vez describió a una joven bailarina de music hall que llevaba un sombrero masculino como alguien que tenía «esa particular elegancia de Rat Mort».
Los pintores Maxime Dethomas y Vlaminck Maurice realizaron retratos de mujeres en el Rat Mort, y Auguste Chabaud representó a una pareja entrando al club.
Durante la Primera Guerra Mundial, algunos cafés y clubes nocturnos de Montmartre se vaciaron porque los intelectuales y artistas que los frecuentaban fueron reclutados para la guerra.
Al mismo tiempo, los estadounidenses negros descubrieron la vida cultural del distrito cuando algunos llegaron a Francia como soldados. Estos estadounidenses se quedaron o regresaron después de la guerra para trabajar como músicos e intérpretes, creando una próspera escena de jazz en Montmartre en la década de 1920.
Josephine Baker fue una artista habitual de Le Rat Mort, después de terminar su actuación con La Revue Negre. Otra artista afroamericana, Lydia Jones, comentó: «Ganábamos muchas propinas en el Rat Mort; era un lugar de mala muerte». En aquel entonces, el club estaba dirigido por miembros de la mafia corsa. El Príncipe de Gales también fue un visitante frecuente durante la década de 1920.
En 1926, el establecimiento fue descrito en una guía como un cabaret que estaba «abierto desde la medianoche hasta el amanecer» con «una orquesta célebre y muchas mujeres hermosas que querían que los clientes les pagaran para bailar con ellas».

## Década de 1930-presente: cierre y legado

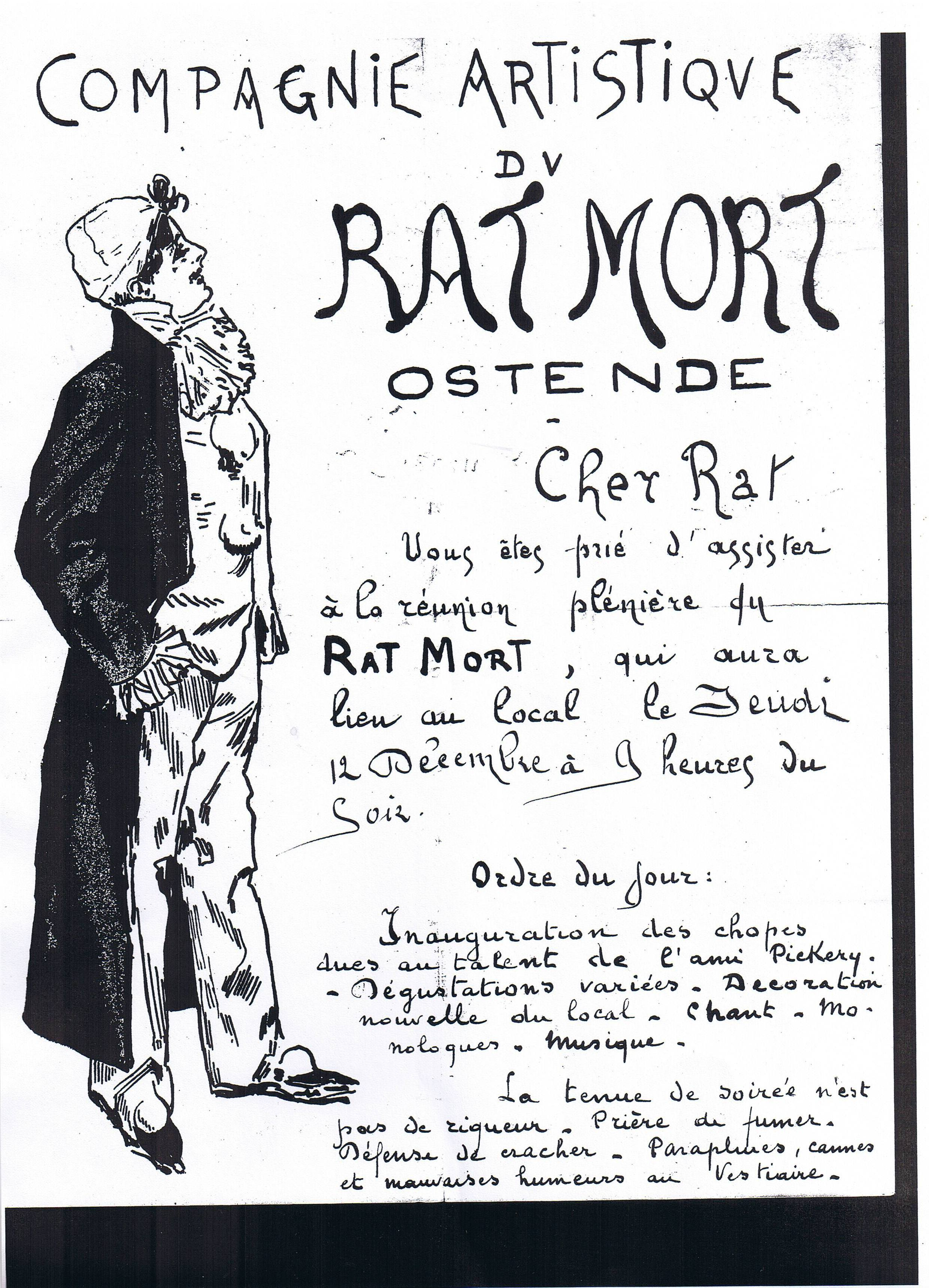
Un cartel del Bal Du Rat Mort belga, que continúa en el.

La Gran Depresión de la década de 1930 provocó un aumento de la delincuencia y la rivalidad entre la mafia en el distrito de Pigalle. En 1934, Le Rat Mort fue escenario de un tiroteo entre dos miembros de la mafia corsa, Jean Paul Stefani y Ange Foata. El hijo de 5 años de Ange fue asesinado, pero Stefani fue finalmente absuelto. Le Rat Mort cerró poco después.
A mediados del siglo XX, una sucesión de otros clubes nocturnos tomaron su lugar. A partir de 2023, el edificio donde una vez estuvo era un banco. Pero el sitio continuó en el siglo XXI atrayendo a visitantes curiosos sobre la historia bohemia de París.
Los académicos modernos han debatido la importancia de Le Rat Mort para la historia del arte, la literatura, el género y los estudios LGBTQ.
El cantante y músico Manu Chao se refiere al Rat Mort en su canción de principios del siglo XXI La Ventura:
«C`est au Rat Mort à Pigalle, Un claque à filles de mauvaise vie, Que Stèfani y blessa par balle, Angelo le mafioso, L`a eu de la chance ce vieux salaud! D`s`en tirer comme ça sans trop d`accrocs ENTRE CHIENS ET LOUPS QUAND TOMBE LA NUIT»
«Fue en Le Rat Mort de Pigalle, una casa de mala reputación, donde Stafani disparó e hirió a Angelo el mafioso. ¡Ese viejo bastardo tuvo suerte! De salir airoso así sin demasiados problemas, entre perros y lobos cuando cae la noche».

## Galería
Dibujos de Joseph Faverot de los frescos murales de Le Rat Mort

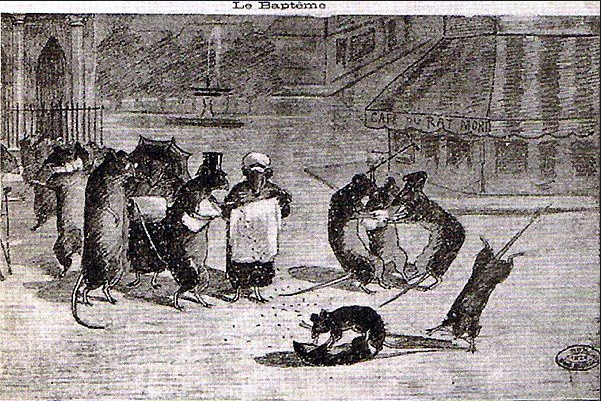
1 Bautismo
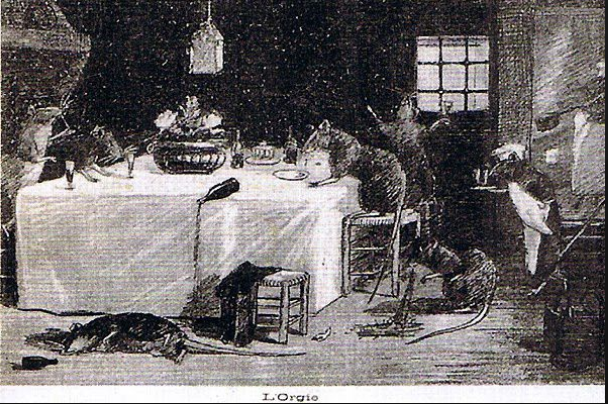
2 Orgía
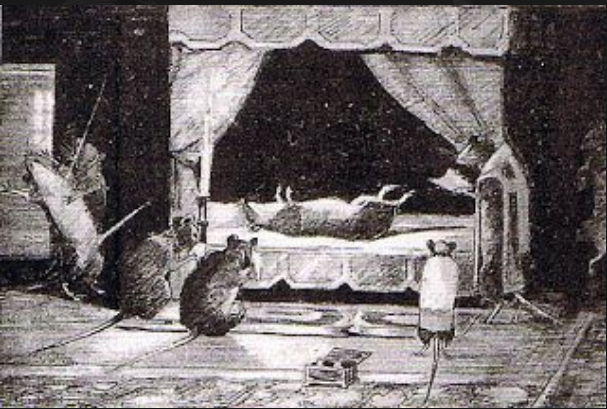
3 Muerte
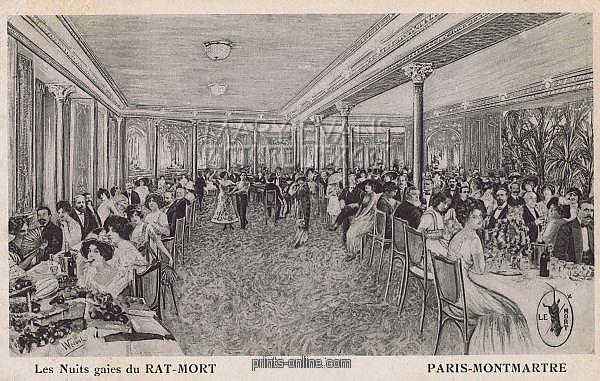
4 Interior de Le Rat Mort
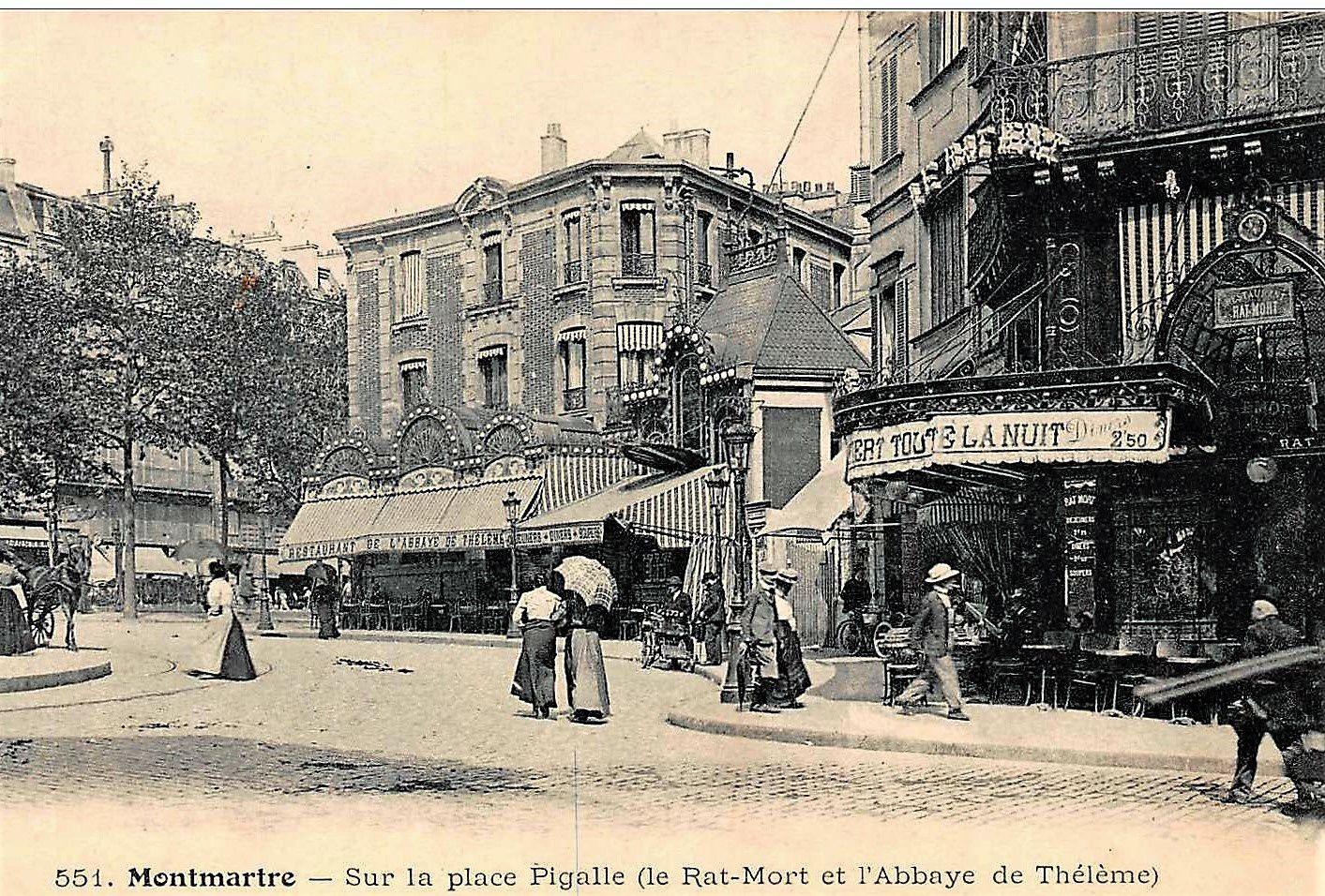
5 Exterior de Le Rat Mort en Place Pigalle
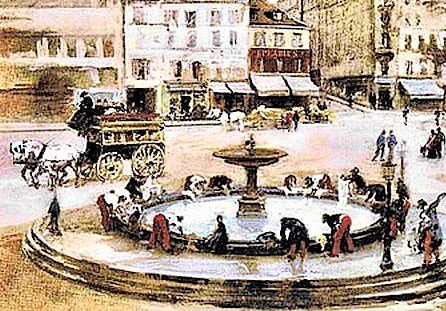
6 modelos de artistas que buscaban clientes cerca de la Fuente de la Place Pigalle visitaron Le Rat Mort en sus inicios